# Barbus dialonensis
Barbus dialonensis är en fiskart som beskrevs av Jacques Daget 1962. Barbus dialonensis ingår i släktet Barbus och familjen karpfiskar. IUCN kategoriserar arten globalt som sårbar. Inga underarter finns listade.